# Atlántico (periodo)
En paleoclimatología se conoce al Atlántico como el periodo más cálido y húmedo del Holoceno, con base en la clasificación Blytt-Sernander , y las zonas de polen ubicadas en el norte de Europa. Esté periodo fue precedido por el Boreal, con un clima similar a hoy , y estuvo precedido por el boreal, con un clima de transición al moderno. El clima del Atlántico era generalmente más cálido que el actual, por lo que sumado al hecho de que este periodo presenta el período más cálido del Holoceno, el Atlántico se suele denominar comúnmente como el Óptimo climático del Holoceno, o simplemente como el Óptimo climático.

## Subdivisiones
El período Atlántico es equivalente a la Zona VII de Polen. en ocasiones se distingue un subperiodo pre-atlántico o Atlántico temprano, sobre la base de una temprana ola de frío divisoria. Otros científicos colocan el Atlántico enteramente después de la ola de frío, asignando al Boreal tardío. Por ello el período todavía está en proceso de definición.

Reconstrucción de las temperatura en la tierra durante los últimos 12,000 años.

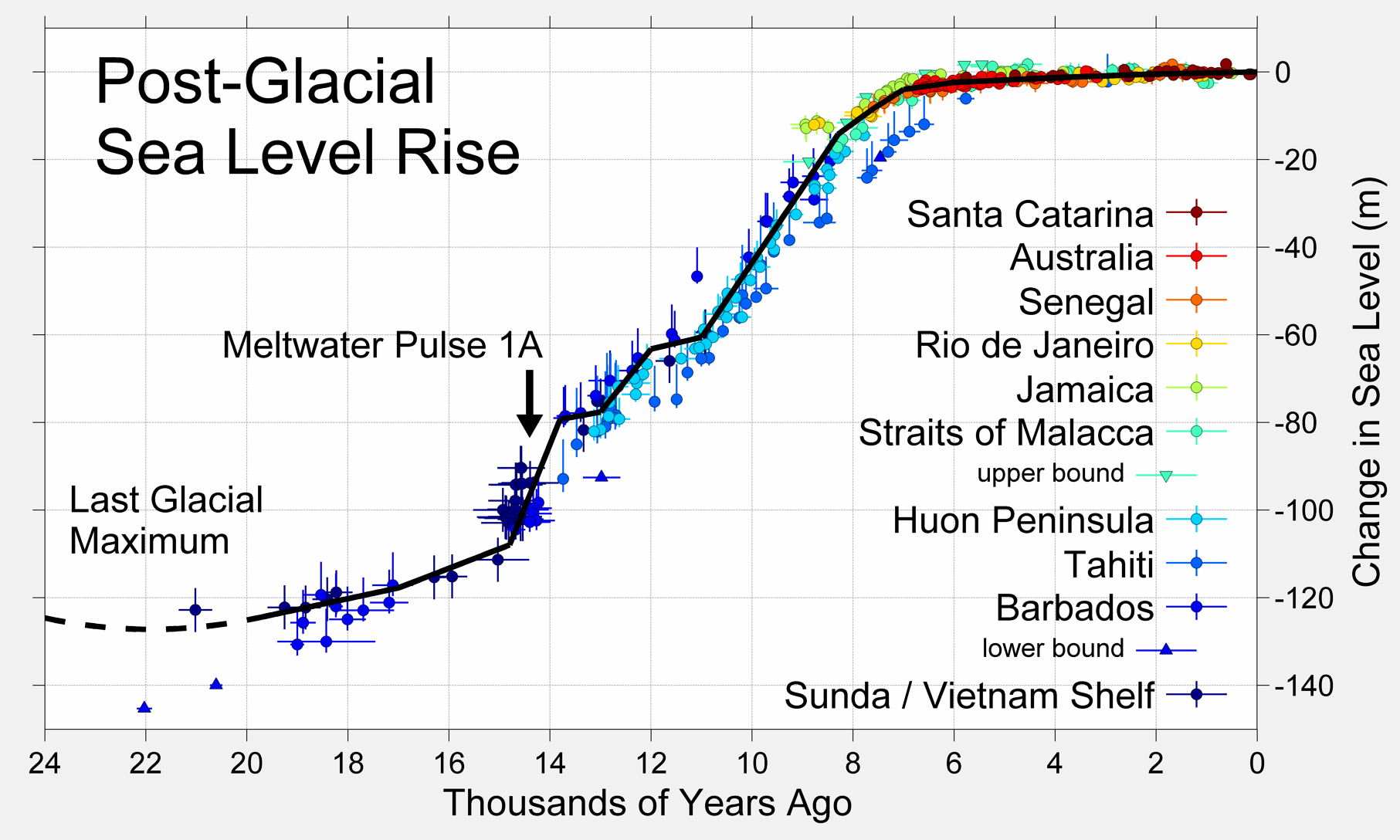
Aumento del nivel del mar durante el Holoceno.

## Datación

### Comienzo del periodo Atlántico
Situar el comienzo del periodo Atlántico es difícil de llevar a cabo, debido a que esto se basa en una cuestión de la definición y los criterios utilizados. Con base en las temperaturas, como se puede deducir de los datos de los núcleos de hielo de Groenlandia, es posible definir un período "temprano" o "pre-atlántico" alrededor de 8040 aC, por encima de 33 ppm en la curva combinada después de Rasmussen et al. (2006), que luego terminaría en el bien conocido evento de frío del 6200 aC (8200 AP).
Otra posibilidad es definir un solo período atlántico, a partir de este evento de frío.
Por otra parte criterios en torno a los niveles de diversos lagos, Kul'kova y otros establecen el Atlántico entre el 8000 y el 5000 AP. El Atlántico temprano, o AT1, fue un tiempo de altos niveles del lagos, 8000-7000 AP; en el Atlántico Medio, AT2, los lagos se encontraban en un nivel inferior, (7000-6500 AP); y en el Atlántico Tardío I, (6500-6000 AP) y II, (6000-5700 AP), los niveles estaban en aumento. Cada período tiene sus proporciones distintivas de especies.

### Fin del periodo Atlántico
Al igual que en el establecimiento de las fechas en las que comienza este periodo, 
es difícil establecer una única fecha que marque el final de este periodo.
Según el criterio del núcleo de hielo, es extremadamente difícil encontrar un límite claro, porque las mediciones todavía difieren demasiado y las alineaciones están todavía en construcción. Muchos encuentran una disminución de la temperatura bastante significativa después de 4800 AC. Otro de los criterios utilizados proviene de la bio-estratigrafía: el declive del olmo. Sin embargo, esto aparece en diferentes regiones entre 4300 y 3100 a. C.

## Descripción
El Atlántico fue un momento de aumento de la temperatura y la transgresión marina en las islas de Dinamarca y otros lugares. El mar subió 3 m por encima de su nivel actual al final del período. Las ostras encontradas allí requerían una menor salinidad. Las mareas de hasta 1 m estaban presentes. En el interior, los niveles de los lagos en todo el norte de Europa fueron generalmente más altos.

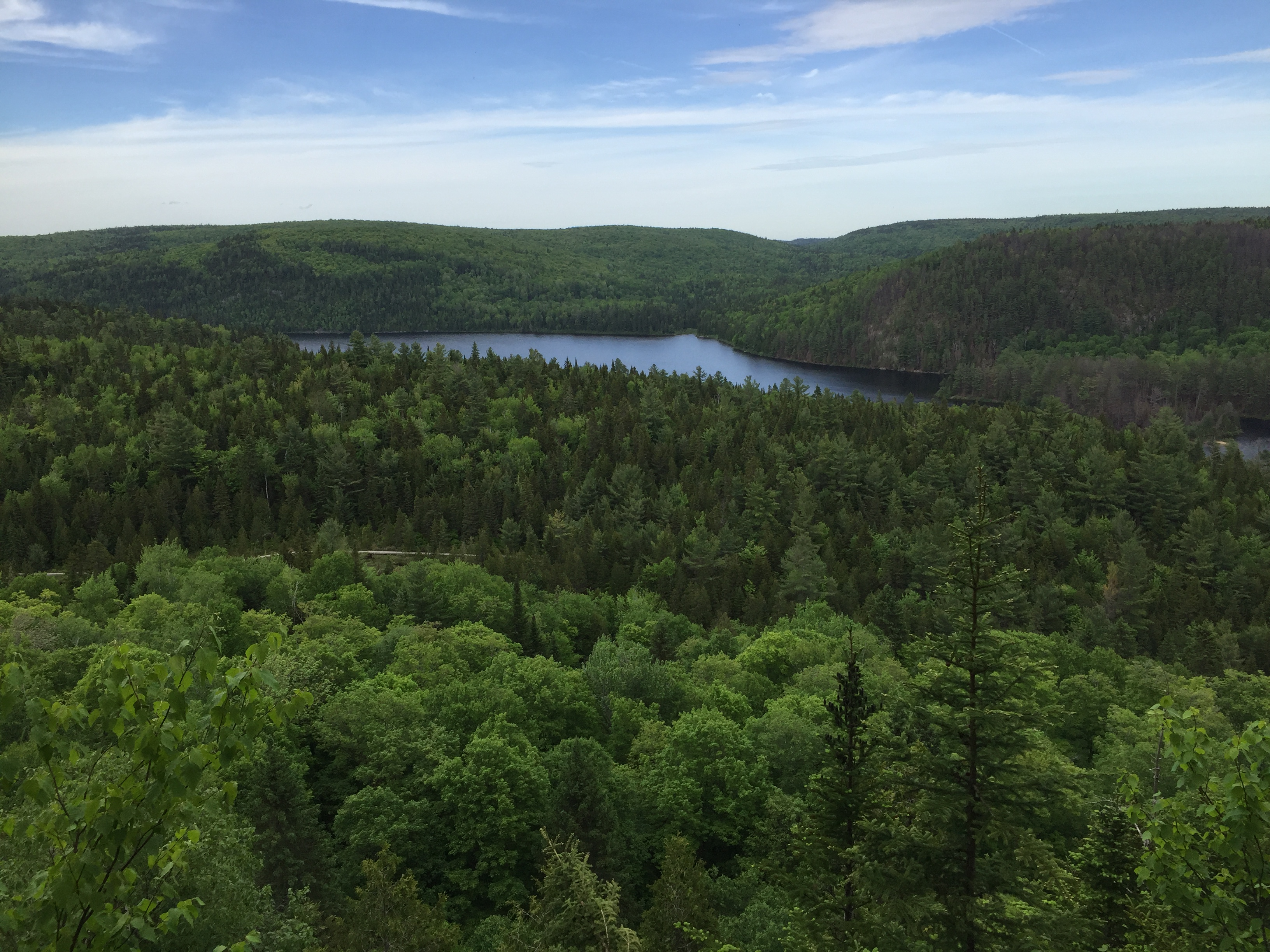
Durante el Atlántico los bosques boreales fueron sustituidos por bosques caducifolios, mejor adaptados a las condiciones más cálidas del periodo.

El aumento de la temperatura tuvo el efecto de extender los climas del sur hacia zonas más septentrionales en un período relativamente corto de tiempo. La línea de árboles de las montañas del norte aumentaron entre 600 y 900 metros respecto a los niveles modernos. Las especies termófilas ("amantes del calor") migraron hacia el norte. No reemplazaron a las especies que estaban allí, sino que cambiaron los porcentajes a su favor. En toda Europa central, los bosques boreales fueron reemplazados por bosques caducifolios, los cuales, aunque proporcionaban un dosel más denso, presentaban una cobertura vegetal más abierta a nivel de suelo. 
Sin embargo, la teoría del dosel denso ha sido cuestionada recientemente por F. Vera. El roble y el avellano requieren más luz para desarrollarse de la que permite un dosel denso. Vera plantea la hipótesis de que las tierras bajas eran más abiertas y que la baja frecuencia del polen de pasto era causada por la exploración de grandes herbívoros, como Bos primigenius y Equus ferus ferus.

## Flora

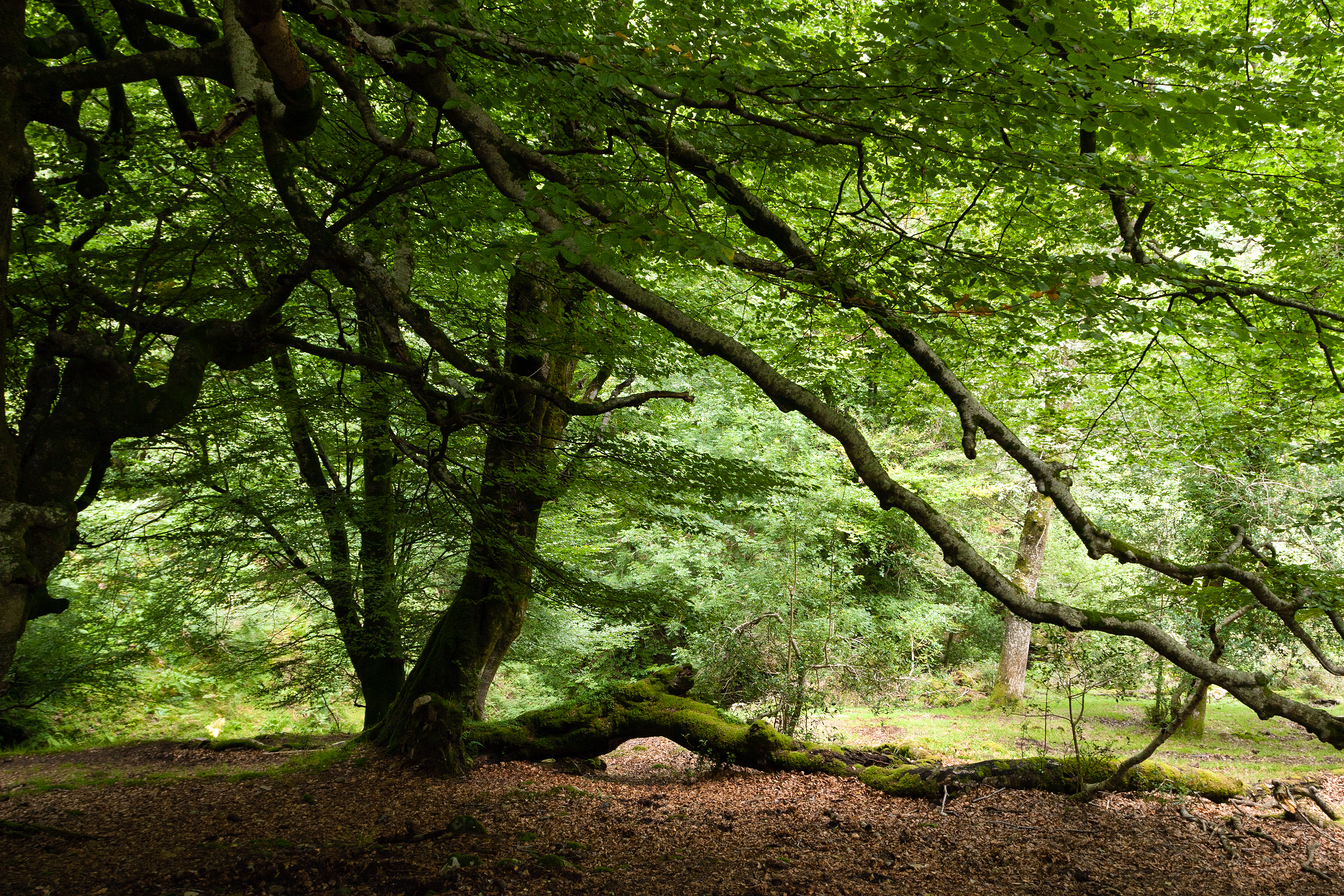
Bosque de hayas en el norte de España, los cuales junto con otros árboles de regiones templados se extendieron por Europa.

Durante el período atlántico, los bosques caducifolios de zonas templadas del sur y centro de Europa se extendieron hacia el norte para reemplazar el bosque mixto boreal, que encontró refugios en las laderas de las montañas. El muérdago, el castaño de Agua (Trapa natans) y la hiedra común (Hedera helix) estaban presentes en Dinamarca. El polen de plantas herbáceas disminuyó. Los bosques de madera blanda fueron reemplazados por maderas duras. Los robles, tilos, hayas, avellanos, olmos de montaña, alisos y fresnos sustituyeron a los abedules y los pinos, extendiéndose hacia el norte desde el sur.
En el noreste de Europa, el bosque atlántico temprano se vio ligeramente afectado por el aumento de la temperatura. El bosque había sido de pinos con un matorral de avellano, aliso, abedul y sauce. Solo alrededor del 7% del bosque se convirtió en caducifolio de hoja ancha, cayendo a niveles boreales en el enfriamiento del Atlántico Medio. En el Atlántico tardío más cálido, el 34% del bosque estaba formado por árboles de hoja ancha. 

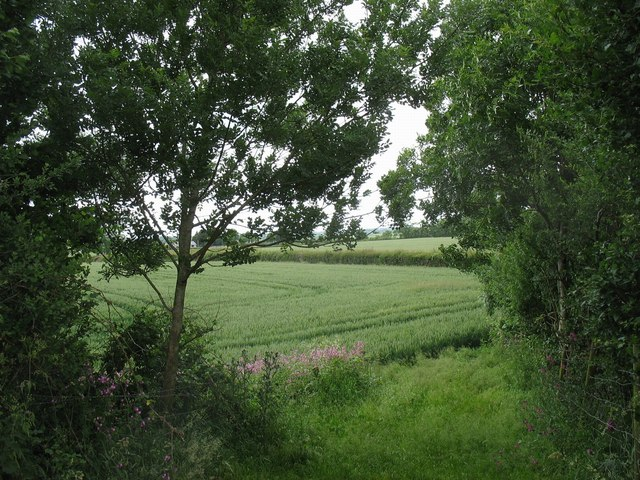
A finales del Atlántico la Cultura de la cerámica de bandas comenzó a transformar los bosques de Europa central en áreas de cultivo y pastos para el ganado.

A lo largo de la línea del Danubio y el Rin, que se extiende hacia el norte en los sistemas de drenaje tributario, un nuevo factor entró en las zonas forestal: la Cultura de la cerámica de bandas, despejando las tierras cultivables por métodos de roza y quema. Floreció alrededor de 5500-4500 AC, cayendo enteramente dentro del Atlántico. Al final del Atlántico, las tierras agrícolas y de pastoreo se extendían por gran parte de Europa y los bosques antes vírgenes se encontraban dentro de los refugios. El final del Atlántico es señalado por el "declive del olmo", una fuerte caída en el polen de olmo, que se cree que es el resultado del clima, las enfermedades o las actividades humanas productoras de alimentos. En el subsiguiente enfriamiento subboreal, el paisaje boscoso dio paso a un paisaje de zonas abiertas una vez más.

## Fauna
La mejor imagen de la fauna del Período Atlántico proviene de los utensilios de cocina de la cultura Ertebölliense de Dinamarca y otras similares. Dinamarca era más bien un archipiélago. Los seres humanos vivían en las costas, explotando las aguas ricas en vida marina, los pantanos repletos de aves y los bosques donde los cérvidos y los súidos, así como numerosas especies pequeñas eran abundantes.

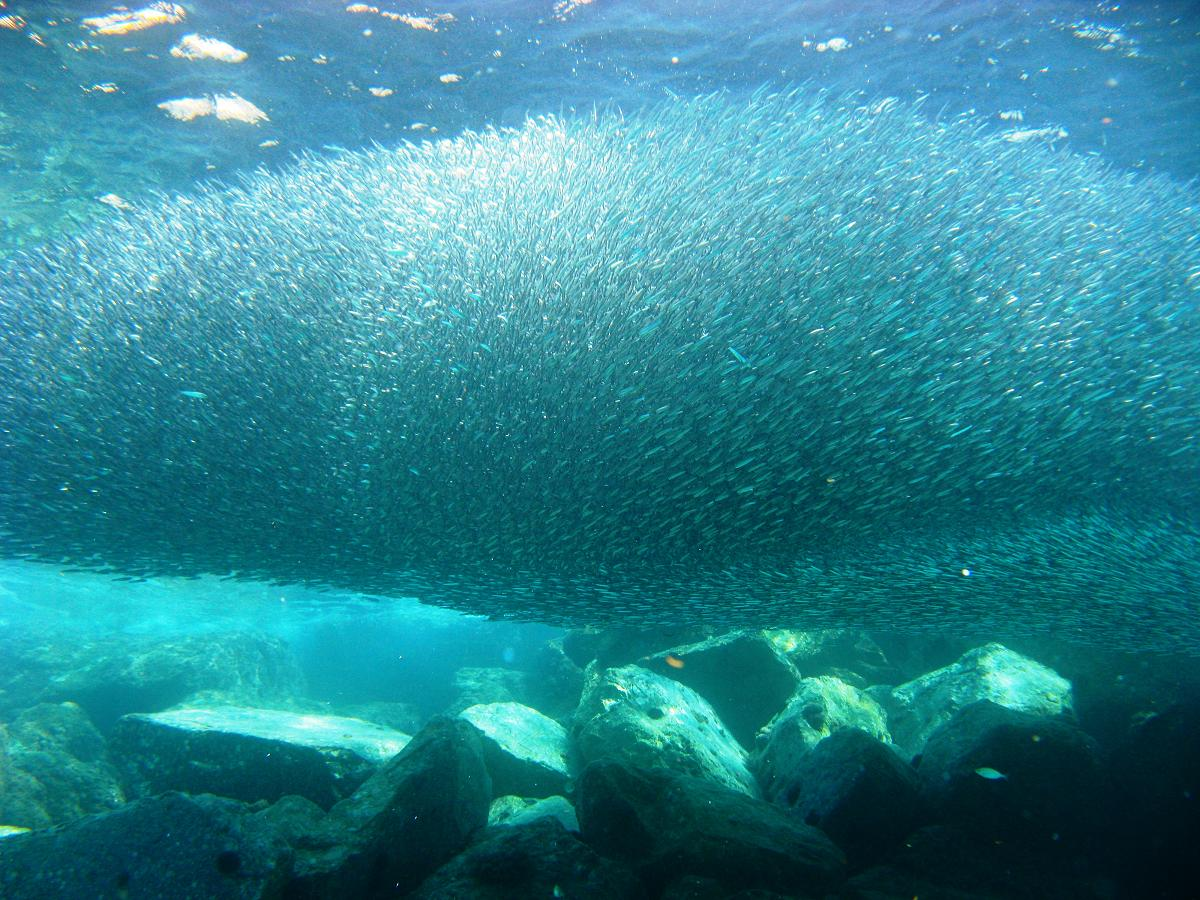
Cardumen de boquerones en la costa de Italia. Durante el Máximo del Holoceno esta especie llegó a habitar latitudes en las que hoy día no se encuentra.

Los niveles más altos de agua compensan los efectos de la zona tóxica submarina en el Mar Báltico. Contiene peces ahora raros allí, como la anchoa, el boquerón, y el espinoso Gasterosteus aculeatus. También estaban disponibles el lucio, el pescado blanco, el bacalao y la maruca. Allí se encontraron tres tipos de focas: la foca anillada, la foca pía y la foca gris. El hombre mesolítico las cazaba junto con las ballenas en los estuarios. 
Las aves principales eran marítimas: el colimbo chico, el colimbo ártico y el alcatraz. El pelícano ceñudo, que se encuentra ahora solo en el extremo norte de Europa sudoriental, se ha encontrado en Dinamarca. El urogallo, al igual que en la actualidad, se encontró en áreas boscosas. 
En el dosel elevado se podía encontrar una zona continua de animales más pequeños, como la ardilla . El murciélago ribereño era común. Alrededor de los grandes árboles y en estos cazaban el gato montés, la marta, el turón y el lobo.

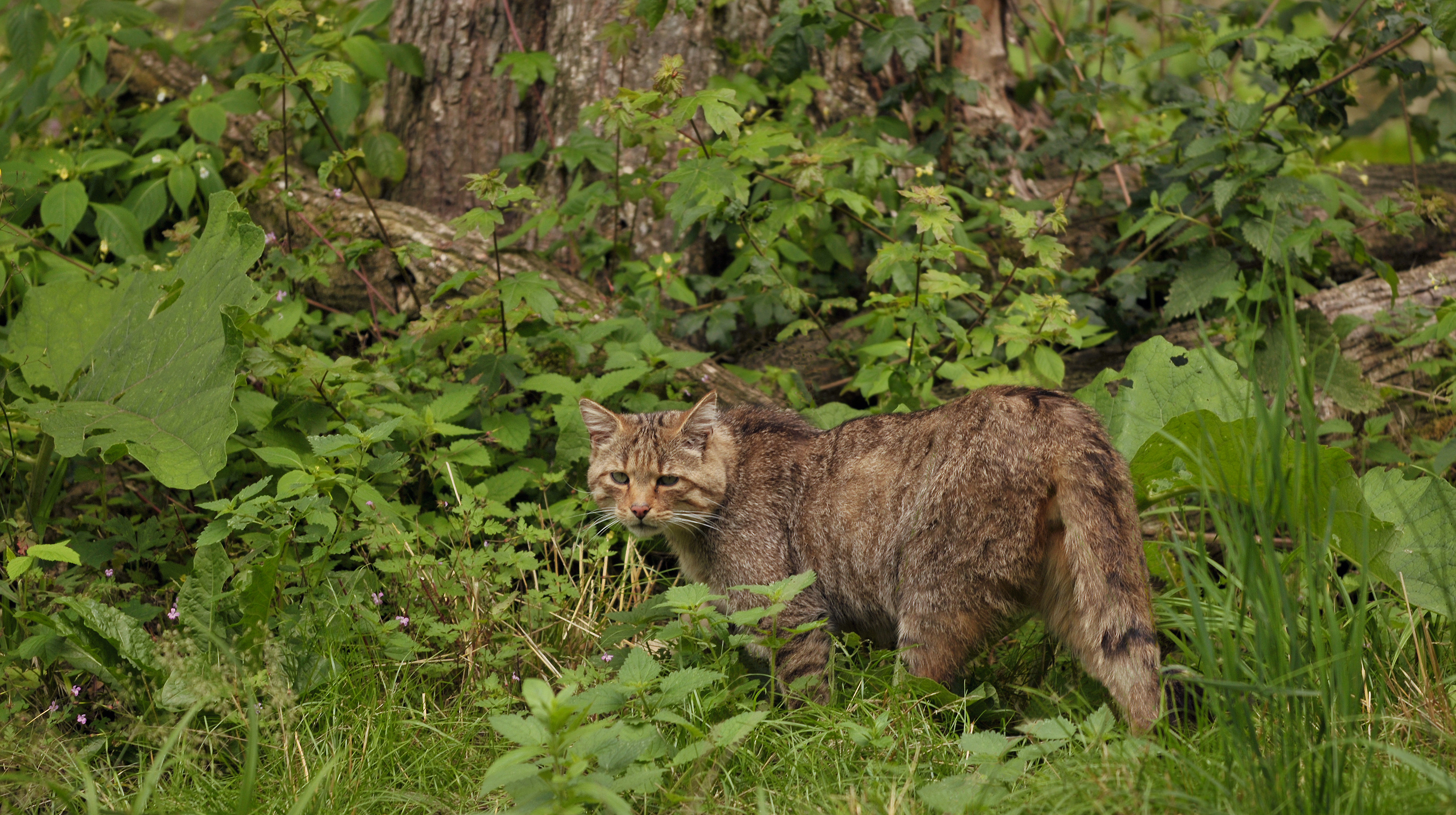
Gato montés europeo (Felis silvestris silvestris).

El suelo del bosque era prolífico con la presencia de los mamíferos herbívoros: el venado rojo, el corzo y el jabalí. No todos los antiguos mamíferos de llanura habían abandonado el entorno, sino que permanecían en el bosque y los prados abiertos. Entre éstos se incluyen los uros, antepasado del ganado doméstico, y el caballo salvaje. Los caballos no fueron enteramente perseguidos ni fueron confinados a las llanuras más al este, y no eran enteramente la propiedad de las culturas indoeuropeas allí. El pueblo mesolítico de Ertebölliense los estaba cazando en Dinamarca.

## Culturas humanas

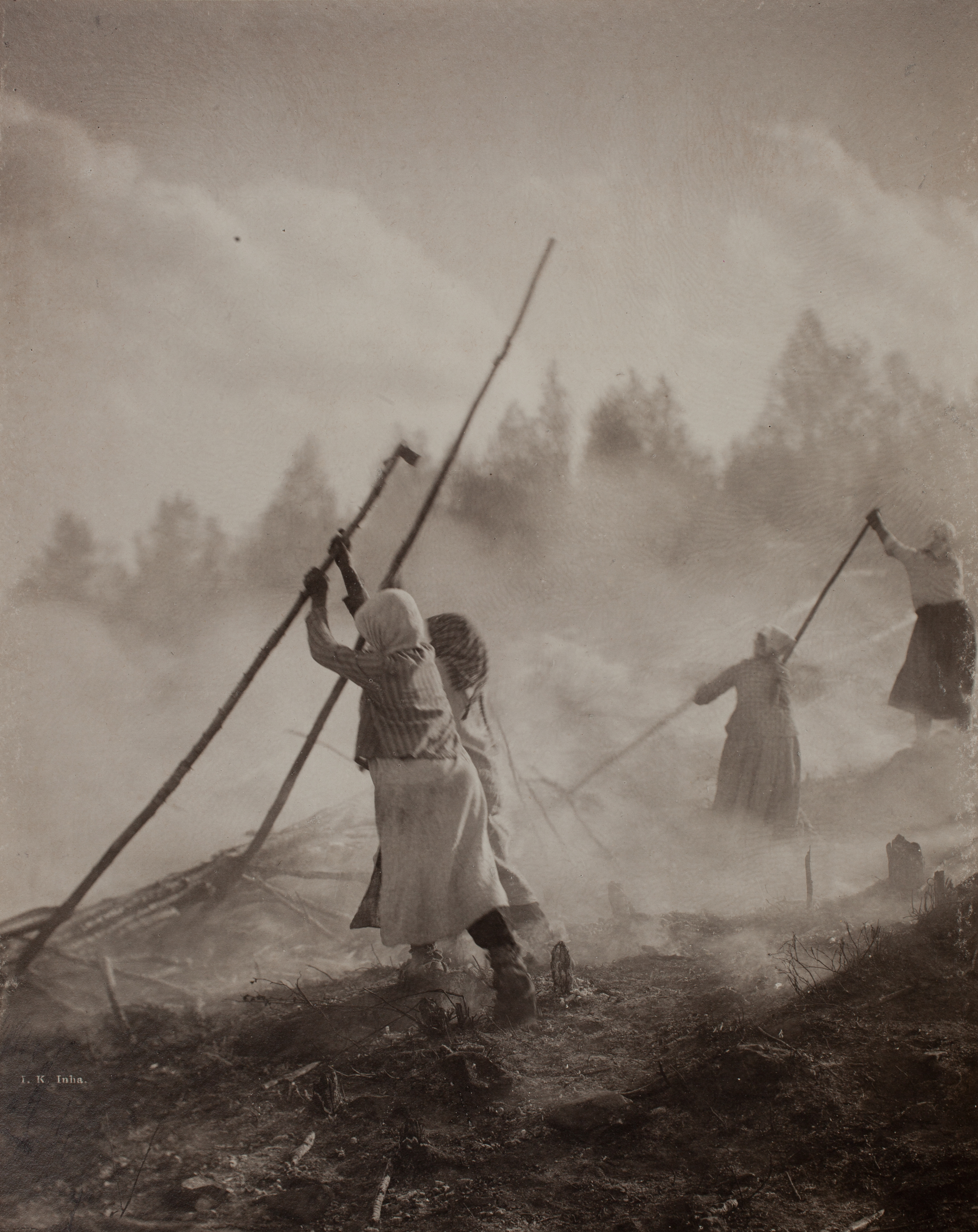
Imagen de varios agricultores realizando el método de roza y quema.

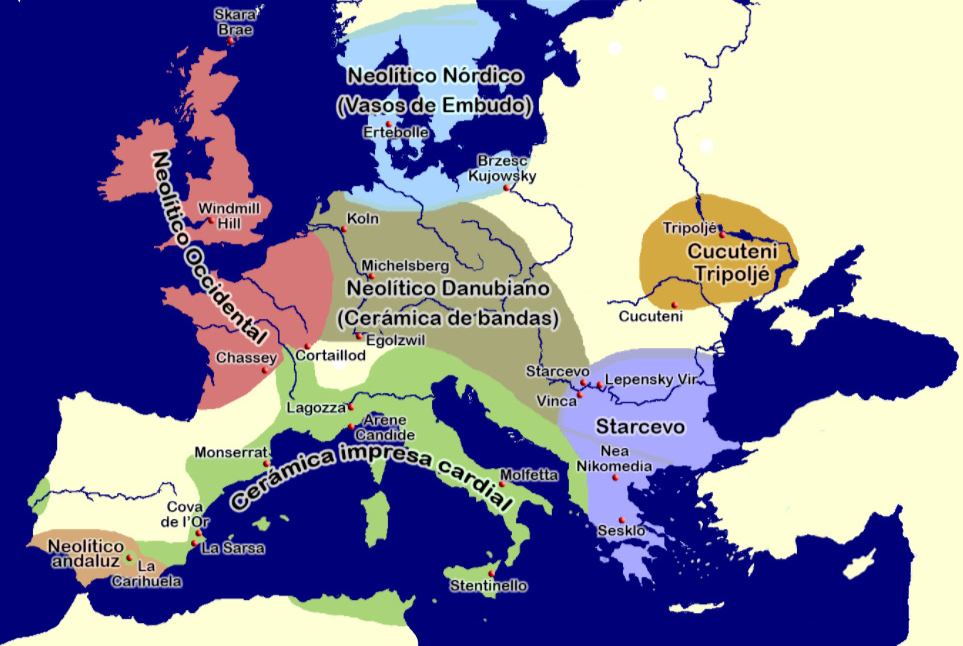
Mapa simpligicado de las culturas de Europa en torno al 5º milenio antes de nuestra era.

Las culturas humanas del norte de Europa eran principalmente mesolíticas. La cultura de Kongemose (6400-5400 AC) se estableció en la costa y los márgenes de los lago de Dinamarca. En el Atlántico tardío, los asentamientos de la cultura Kongemose fueron abandonados debido al aumento de las aguas del mar de Littorina y la cultura Ertebölliense (5400-3900 aC) se asentó más densamente en las nuevas costas.
El Noreste de Europa estaba deshabitada en el Atlántico temprano. Cuando apareció la cultura mesolítica del Sertano en el Atlántico Medio, alrededor de 7000 AP, ya tenía cerámica y era más sedentaria que los cazadores-recolectores anteriores, dependiendo de la gran abundancia de vida silvestre. La cerámica se estaba utilizando alrededor de la parte inferior del Don y Volga de alrededor de 8000 AP.
En el Atlántico tardío la cultura Sertuense evolucionó en la cultura de Rudnya, que utilizó la cerámica como la de las culturas de Narva y de Dnieper-Donets. Este uso de la cerámica altera la idea de que la cerámica pertenece al neolítico. Más allá del sur, la cultura de la cerámica de bandas ya se había extendido por las riveras de Europa Central y estaba operando una gran transformación de la tierra. En la estepa al este, la cultura de Samara estaba profundamente desarrollada, con un gran número de caballos, aunque en qué capacidad aún no está clara.